# Cserhalmi György
Cserhalmi György (Budapest, 1948. február 17. –) a Nemzet Színésze címmel kitüntetett, Kossuth- és Balázs Béla-díjas magyar színész, érdemes művész.

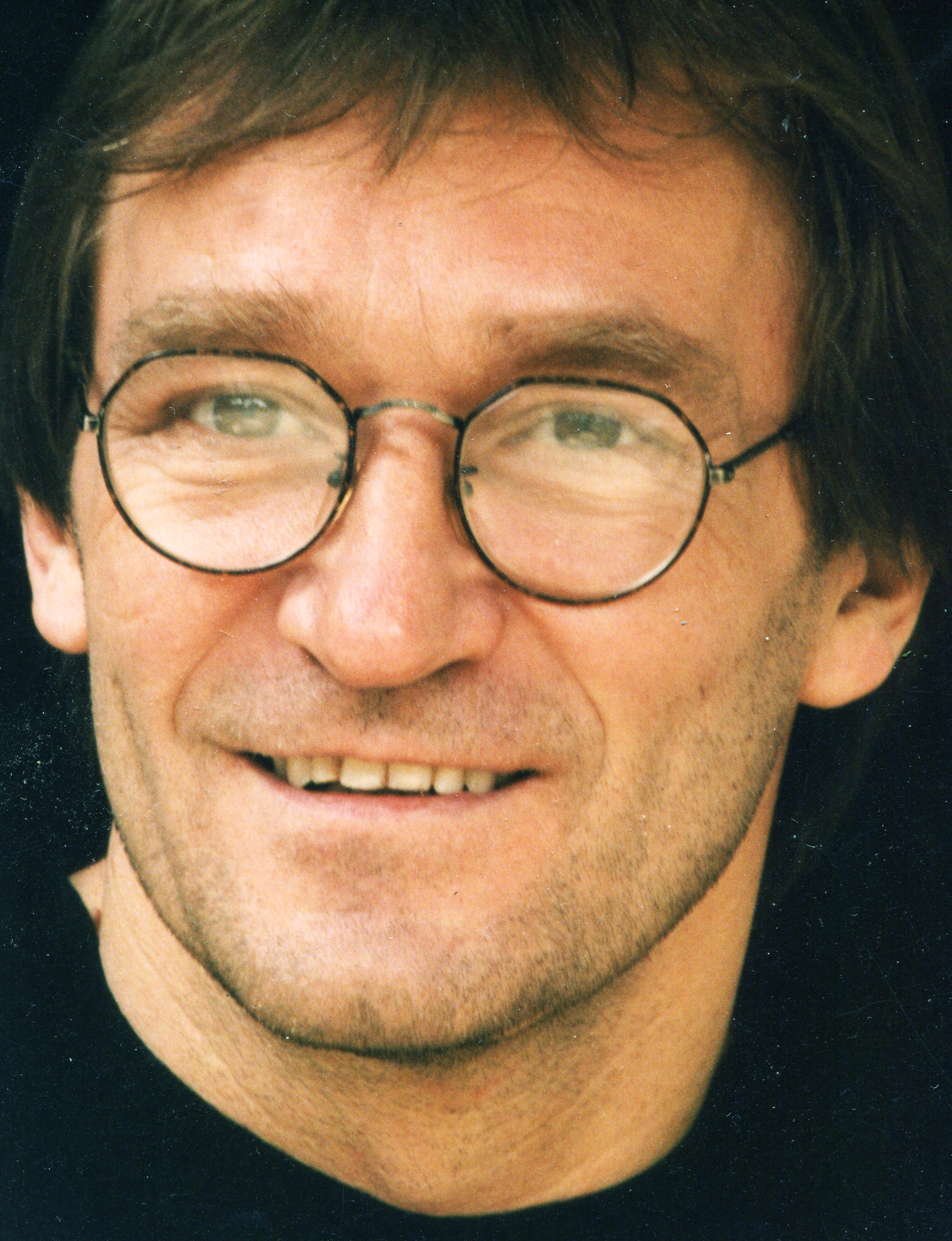
Portré (Rózsavölgyi Gyöngyi felvétele)

## Élete
Szülei Cserhalmi Gyula és Varga Magda (1922–2015) operaénekes. Anyai ágon rokona Miklós Béla miniszterelnök. 1971-ben végzett a Színház- és Filmművészeti Főiskolán Békés András osztályában. 1971–1972 között, valamint 1975–1977 között a debreceni Csokonai Nemzeti Színház szerződtette. 1972–1975 között a Veszprémi Petőfi Színházban játszott. 1977–1979 között, valamint 1989–1991 között a Nemzeti Színház színésze volt. 1979–1983 között a Magyar Filmgyártó Vállalat művésze volt. 1983-ban a Budapesti Katona József Színház alapítója és 1989-ig tagja is volt. 
1991 óta szabadúszó. 1991–1992 között a Labdatér Teátrum művészeti vezetője, 1994–98 között az Új Színház tagja, 1999–2003 között a Radnóti Miklós Színház tagja volt. 2007-ben Zalaegerszegen rendezőként is bemutatkozott. Arthur Miller Pillantás a hídról című művét vitte színre. 2010–2018 között Székesfehérvárott, a Vörösmarty Színházban játszott, ahol 2014-ben a Lear királyban a címszerepet játszotta.
Több mint kétszáz filmben játszott, korunk egyik legjelentősebb férfiszínésze, modern hőstípus. Számos Oscar-díjra jelölt film szereplője. Szabó István Mephisto című műve meg is kapta a díjat. Sokat foglalkoztatják a cseh filmesek is. Szerepelt többek között Ondrej Trojan Želary című alkotásában. Ez a film 2004-ben szintén Oscar-jelölt volt.
Wim Wenders a 10 legjobb színész közé választotta be Cserhalmi Györgyöt.
2009-ben az európai parlamenti választáson a Lehet Más a Politika és a Humanista Párt által alakított listán a 20. helyen szerepelt.

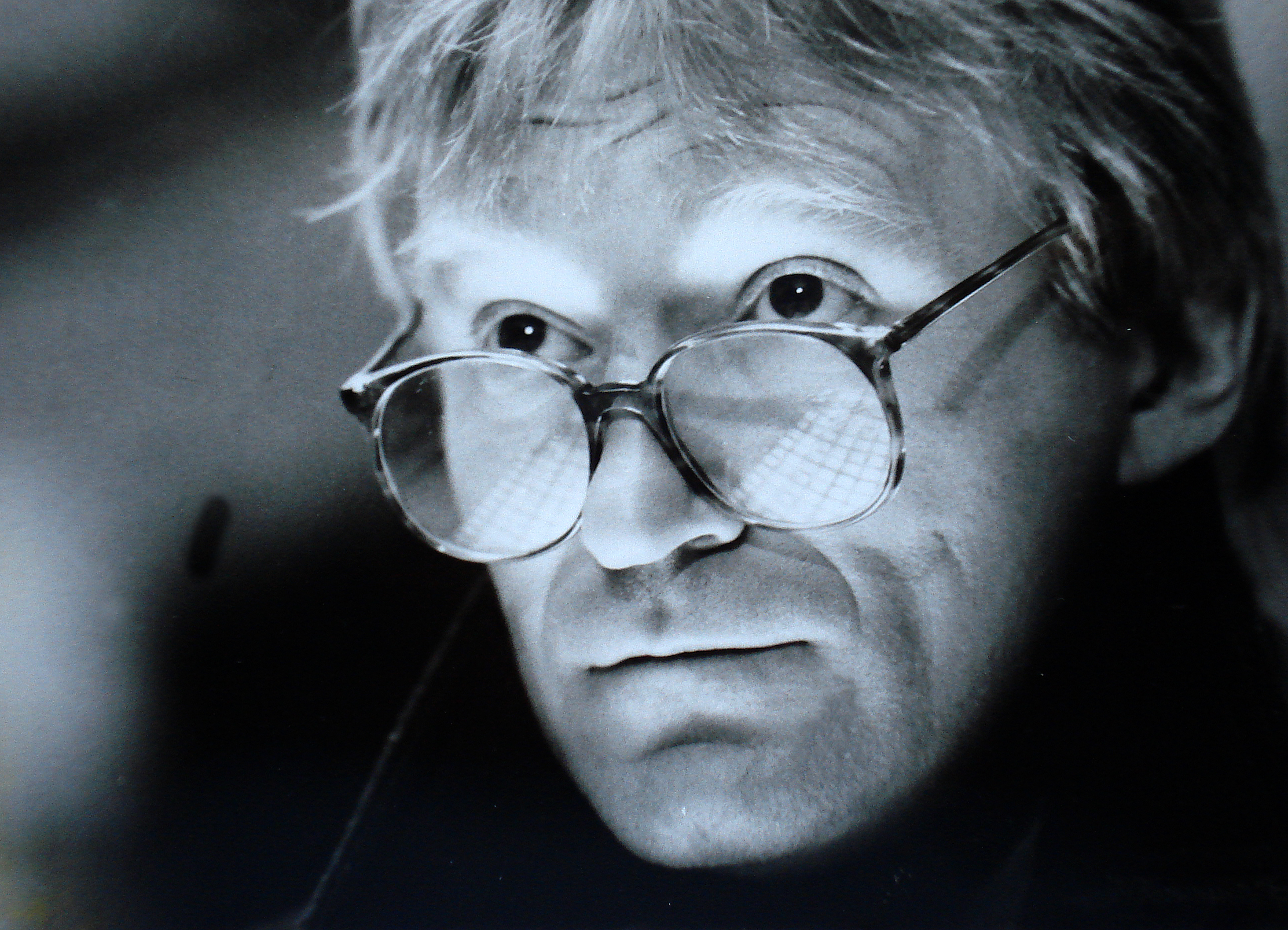
2006-ban

2014-ben Bitskey Tiborral együtt a nemzet színészévé választották az elhunyt Sztankay István és Avar István helyére.
2012 óta a Magyar Művészeti Akadémia levelező tagja.

### Magánélete
Felesége a 2016-ban elhunyt Cserhalmi Erzsébet színésznő volt, lányuk Cserhalmi Sára filmrendező. Veje Rusznák András színművész volt.
A Balaton-felvidéki Kékkút lakója.
2020 tavaszán beszélt először daganatos megbetegedéséről. Életmentő műtéten esett át: eltávolították epehólyagját, patkóbelét és a hasnyálmirigyének egy részét is.

## Színpadi szerepei
- Luigi Pirandello: Hat szerep keres egy szerzőt – második színész
- Bertolt Brecht: Koldusopera – Horgasujjú Jakab; Macheath
- Williams: Üvegfigurák – Jim O'Connor
- Fry: Nem ritka a főnix – Tegeus-Chromis
- Molière: Amphitryon – Polidas
- Nagybánkai–Táncz: A szüzesség acél-tüköre – Ruben; II. jós
- William Shakespeare: Rómeó és Júlia – Mercutio
- Taar Ferenc: Sírkő pántlikával – titkár
- Németh László: Győzelem – Ács Lajos
- Arthur Miller: Az ügynök halála – Biff
- Móricz Zsigmond: Kerek Ferkó – Kerek Ferkó
- Makszim Gorkij: Kispolgárok – Nyíl
- Illyés Gyula: Az ünnepelt – Petőfi
- Sarkadi Imre: Kőműves Kelemen – Kelemen
- Vámos Miklós: Égszakadás, földindulás – PÉ
- Karinthy Ferenc: Hetvenes évek – Mikus Lehel
- García Lorca: Yerma – Victor
- Görgey Gábor: Törököt fogtunk – Füleki Ádám
- Örkény István: Kulcskeresők – Bodó
- Illés Endre–Vas István: Trisztán – Trisztán
- Shakespeare: Szeget szeggel – Vincentio
- Shakespeare: Hamlet – Hamlet; Claudius
- Goethe: Faust – Faust
- Garai Gábor: Tündér a kertben
- Szophoklész: Philoktétész – Philoktétés
- Shakespeare: Téli rege – Leontex
- Sütő András: Káin és Ábel – Ábel
- Büchner: Danton halála – Camille Desmoulins
- Wesker: A konyha – Peter
- Shakespeare: Troilus és Cressida – Achilles
- Shakespeare: IV. Henrik – első rész – Harry
- Shakespeare: IV. Henrik – második rész – Henrik
- Euripidész: Oresztész – Oresztész
- Anton Csehov: A manó – Hruscsov
- Spiró György: Az imposztor – Gubernátor
- John Ford: Kár, hogy kurva (1633) – Vasques
- Osborne: Dühöngő ifjúság – Jimmy Porter
- Mihail Bulgakov: Menekülés – Hludov
- Shakespeare: Coriolanus – Coriolanus
- Strindberg: Az apám – kapitány
- Canetti: Esküvő – Max
- Molière: A mizantróp – Alceste
- Sarkadi Imre: Elveszett paradicsom – Zoltán
- Brecht: A kaukázusi krétakör – Azdak
- Walker: A büntető kéz – Zastrozzi
- Örkény István: Tóték – Őrnagy
- Kocsis István: Vincent van Gogh
- Szilágyi Andor: El nem küldött levelek – Angelus kapitány
- Molière: Don Juan – Don Juan
- Csehov: Ivanov – Ivanov
- Beaumarchais: Figaro házassága – Almaviva gróf
- Edmond Rostand: Cyrano de Bergerac – Cyrano
- Osztrovszkij: Erdő – Vigov
- Csehov: Sirály – Trigorin
- Shakespeare: Athéni Timon – Timon
- Jonson: Volpone – Corvino
- Schmitt: Frederick – Frederick
- Darvasi László: Störr kapitány – Störr kapitány
- Langer: A negyedik kapu
- Shakespeare: Tévedések vígjátéka – Égeon
- Friedrich Dürrenmatt: Play Strindberg (Játsszunk Strindberget) – Edgar
- Carlo Goldoni: A fogadósnő (Mirandolina) – Ripafratta lovag
- Móricz Zsigmond: Úri muri – Csörgheő Csuli
- Euripidész: Oresztész – Meneláosz
- Zsukovszkij–Szénási–Lénárd: Mesés férfiak szárnyakkal
- Babel: Alkony – Mendel Krik
- Madách Imre: Az ember tragédiája – Kepler
- Friedrich Schiller: Don Carlos – Posa márki
- Garaczi László: EMKE – volt egyszer egy kávéház – Koltóy főhadnagy; Wassermann Móric
- Sarkadi Imre, Fábri Zoltán, Nádasy László: Körhinta – Pataki István

## Színházi rendezései
- Arthur Miller: Pillantás a hídról (2007)
- Dobozy Imre: Villa Negra (2007)
- Krúdy Gyula: Boldogult úrfikoromban (2009)

## Filmjei

### Játékfilmek
- Arc (1970)
- Még kér a nép (1971)
- Végre, hétfő! (1971)
- Madárkák (1971)
- Agitátorok (1971)
- János vitéz (1973) – Jancsi (hang)
- A szerelem határai (1973)
- Szerelmem, Elektra (1974)
- Itt járt Mátyás király (1974)
- 141 perc a befejezetlen mondatból (1975)
- Az idők kezdetén (1975)
- Az ötödik pecsét (1976)
- Ballagó idő (1976)
- Kísértet Lublón (1976)
- Tükörképek (1976)
- Egy erkölcsös éjszaka (1977)
- K. O. (1978) – Csungi
- 80 huszár (1978)
- Élve vagy halva (1980)
- Psyché (1980)
- A zsarnok szíve, avagy Boccaccio Magyarországon (1981)
- Mephisto (1981)
- Fehérlófia (1981)
- Dögkeselyű (1982)
- Mennyei seregek (1983)
- Szeretők (1984)
- Eszmélés (1984)
- A nagy generáció (1985)
- A tanítványok (1985)
- Szirmok, virágok, koszorúk (1984)
- Akli Miklós (1986)
- Hajnali háztetők (1986)
- Szörnyek évadja (1987)
- Tiszta Amerika (1987)
- Érzékeny búcsú a fejedelemtől (1987)
- Tüske a köröm alatt (1988)
- Hanussen (1988)
- Jézus Krisztus horoszkópja (1988)
- Az én légióm (1989)
- Volt egyszer egy légió (1989)
- Őrült és angyal (1989)
- Magyar rekviem (1990)
- Sztálin menyasszonya (1991)
- Az utolsó nyáron (1991)
- Anna filmje (1992)
- Kék Duna keringő (1992)
- Kígyók vára (1994)
- Tiltott gyümölcs (1994)
- Megint tanú (1994)
- Törvénytelen (1995)
- Barátom, Bódy Gábor (1996)
- Csajok (1996)
- Szeressük egymást, gyerekek! (1996)
- Az én kis nővérem (1997)
- Gyilkos kedv (1997)
- Vademberek (2001)
- A Hídember (2001)
- Hamvadó cigarettavég (2001)
- Az ember, aki nappal aludt (2003)
- Kontroll (2003)
- Zelary (2003)
- A temetetlen halott (2004)
- Három séta (2005)
- A fény ösvényei (2005)
- Az igazi Mikulás (2005)
- Vadászat angolokra (2006)
- Eszter hagyatéka (2008)
- November (2009)
- Utolsó jelentés Annáról (2009)
- Oda az igazság! (2009)
- Így ahogy vagytok (2010)
- Baracksziget (2011)
- Drága besúgott barátaim (2012)
- Halj már meg! (2016)
- Jupiter holdja (2017)
- Aurora Borealis – Északi fény (2017)
- Seveled (2019)
- Melegvizek országa (2022)
- Magasmentés (2023)
- És mi van Tomival? (2024)

### Tévéfilmek
- Rózsa Sándor (1971)
- Az ozorai példa (1973)
- Vízimalom – Ballada a szép vízimolnárnéról és az uraságról (1973)
- Csillagok változásai (1975)
- Rosemundi Flóris (1975)
- Kántor (1976)
- Karancsfalvi szökevények (1976)
- Optimista tragédia (1976)
- Ki lesz a bálanya? (1979)
- Utolsó alkalom (1981)
- Tüzet viszek (1981)
- Macbeth (1982)
- Mint oldott kéve (1983)
- Rutinmunka (1984)
- Elveszett paradicsom (1987)[18][19]
- A pacsirta (1987)
- Öld meg a másik kettőt (1990)
- István király (1992)
- Privát kopó (1993)
- Mizantróp (1995)
- Perlasca – Egy igaz ember története (2002)
- A két Bolyai (2006)
- Régimódi történet (2006)
- Pillangó (2012)
- Házasságtörés (2019)

## CD-k és hangoskönyvek
- Daniel Defoe – Robinson Crusoe
- Pannónia dicsérete – Versek a hazáról
- Parti Nagy Lajos: A pecsenyehattyú és más mesék

## Lemezek
- Halgass kicsit... (1988) – Básti Julival
- Eklektion (2000) – Novák Péterrel
- Férfi és Nő (2008) – Básti Julival, Udvaros Dorottyával és Kulka Jánossal.

## Díjai
- Magyar Filmkritikusok Díja (1977, 1983, 2005, 2006)
- A filmszemle díja (1982, 1985, 1987, 1988, 2005)
- Balázs Béla-díj (1982)
- Színikritikusok Díja – legjobb férfialakítás díja (1984, 1986, 1995)
- Érdemes művész (1986)
- Erzsébet-díj (1987, 1990)
- SZOT-díj (1988)
- Kossuth-díj (1990)
- a salernói fesztivál legjobb férfi alakítás díja (1995)
- Magyar Művészetért díj (1999)
- Európai Életmű-díj (2003)
- Prima díj (2005)
- Páger Antal-színészdíj (2013)
- Gábor Miklós-díj (2014)
- A Nemzet Színésze (2014)
- Tolnay Klári-díj (2019)[20]
- Budapestért díj (2019)
- A Magyar Filmakadémia életműdíja (2020)
- Magyar Filmkritikusok Díja – Életműdíj (2020)[21]
- Magyar Mozgókép Díj – legjobb férfi mellékszereplő (2021)[22]
- Radnóti Miklós antirasszista díj (2022)[23]
- Színházi Kritikusok Céhének életműdíja (2022)[24]
- Hazám-díj (2022)[25]

## Kötetei
- Fazekas Valéria: Egy asszony meg a fia. Beszélgetések Varga Magdával és Cserhalmi Györggyel; szerzői, Debrecen, 1997
- Szebeni András: Debrecen; szöveg Cserhalmi György; Alexandra, Pécs, 2005 (Látott dolgok…) – angolul, németül is
- Csáki Judit: Cserhalmi – Nem lehet mindennap meghalni; Open Books, Budapest, 2024